# Pholidoscelis major
Pholidoscelis major — вид ящірок родини теїдових (Teiidae). Мешкає на Карибах.

## Поширення і екологія
Pholidoscelis major відомі за кількома музейними зразками, зібраними на Мартиніці або на островах Петіт-Тер, що є частиною Гваделупи. можливо, цей вид вимер внаслідок хижацтва з боку інтродукованих мангустів або внаслідок руйнівного урагану.